# Kurtina

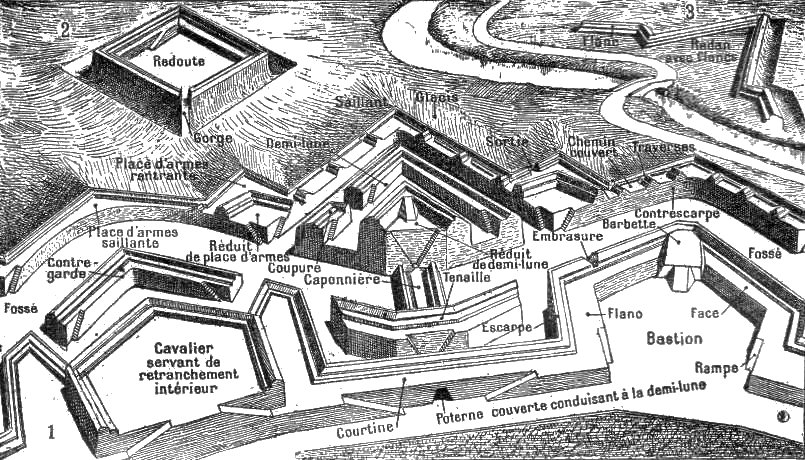
Bastionové opevnění - Kurtina (courtine) s poternou a představenými kleštěmi (tenaille) je dole uprostřed

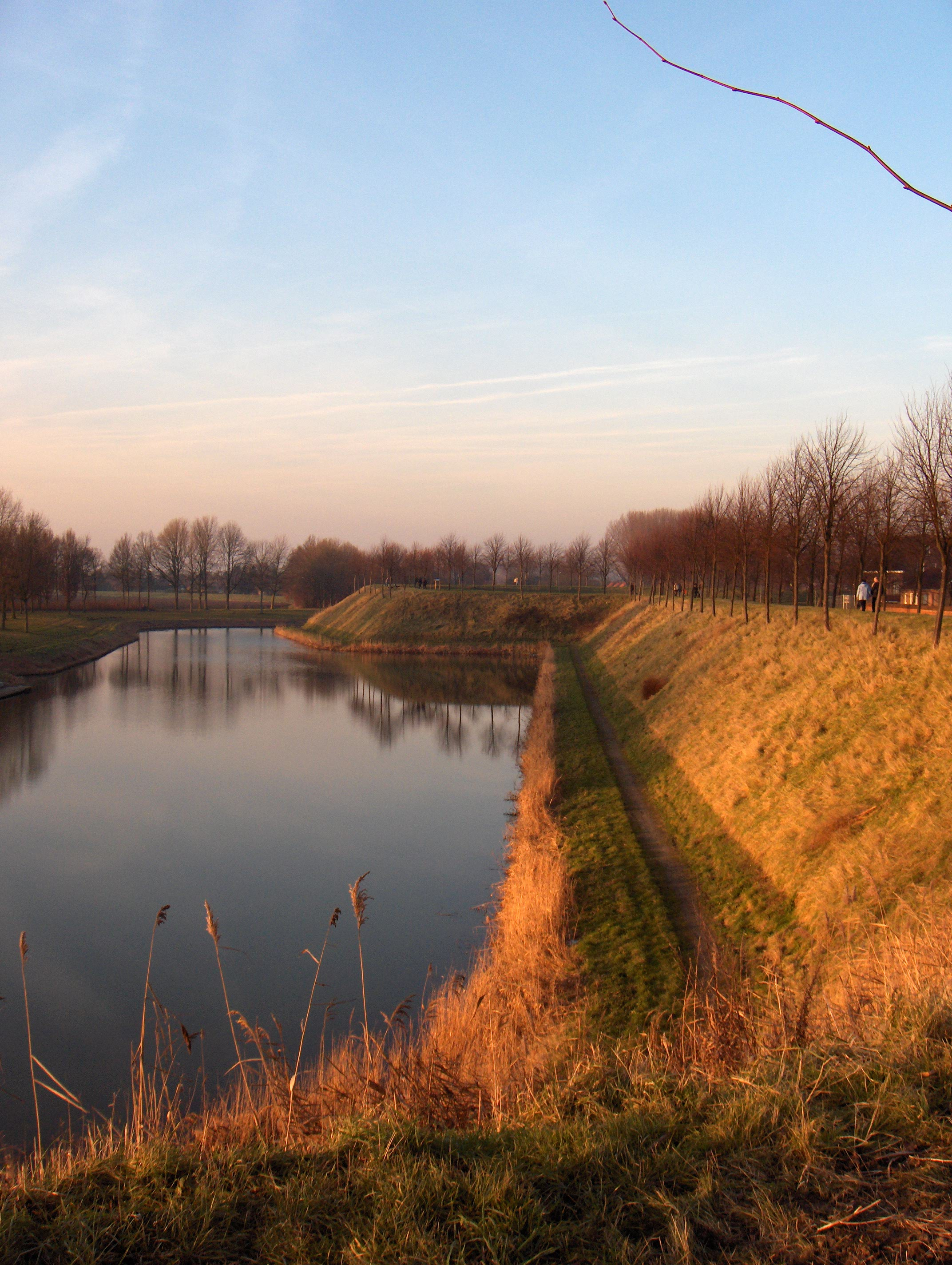
Kurtina mezi dvěma baštami, Hulst, Nizozemsko, 17. století

Kurtina (franc. courtine, průčelí) je přímá část hradby mezi střeleckými stanovišti – nejčastěji věžemi, baštami či bastiony. Kurtiny se užívaly u středověkých i raně novověkých opevnění, jako jsou hrady, tvrze, městské obranné systémy, bastionové pásy atd. V Čechách byly kurtinami vybaveny např. novověké pevnosti v Josefově, Terezíně či na Vyšehradě.

## Popis
Kurtina byla nejslabším místem opevnění a její obranu zajišťovala především boční palba ze sousedních pevnostních objektů, nejčastěji z bastionů. V kurtinách byly brány, kterými vedly komunikace spojující pevnostní město s okolím. Kromě bran také kurtinami procházely poterny, které spojovaly pevnostní město s pevnostními stavbami umístěnými v hradebním příkopu (typicky kleště, kaponiéry, předbastiony (v některé literatuře také nazývané jako detašované bastiony), raveliny, retranchementy).
Společně s vývojem dělostřeleckých zbraní bylo třeba zesilovat a prohlubovat vnější obranné pásmo před pevností, což zahrnovalo zesílení kurtin i bastionů. Mezi bastiony přímo před kurtinami tak vznikaly další hradby, nazývané kleště. V české architektuře se s nimi lze setkat v pevnosti Terezín. Před kleštěmi ještě více vysunuty do předpolí se nacházely raveliny, a to buď jednoduché, nebo v provedení s reduitem.